# Vajtjärnen (Malå socken, Lappland)
Vajtjärnen är en sjö i Malå kommun i Lappland och ingår i Skellefteälvens huvudavrinningsområde. Sjön har en area på 0,0677 kvadratkilometer och ligger 361 meter över havet.

## Delavrinningsområde
Vajtjärnen ingår i det delavrinningsområde (725254-164166) som SMHI kallar för Inloppet i Viseljaure. Medelhöjden är 372 meter över havet och ytan är 8,64 kvadratkilometer. Räknas de 2 avrinningsområdena uppströms in blir den ackumulerade arean 44,59 kvadratkilometer. Vågträskbäcken som avvattnar avrinningsområdet har biflödesordning 2, vilket innebär att vattnet flödar genom totalt 2 vattendrag innan det når havet efter 151 kilometer. Avrinningsområdet består mestadels av skog (66 procent) och sankmarker (30 procent). Avrinningsområdet har 0,27 kvadratkilometer vattenytor vilket ger det en sjöprocent på 3,1 procent.